# 1995 Hajek
Hajek (asteroide 1995) é um asteroide da cintura principal, a 2,3854916 UA. Possui uma excentricidade de 0,056385 e um período orbital de 1 468,13 dias (4,02 anos).
Hajek tem uma velocidade orbital média de 18,73273623 km/s e uma inclinação de 10,82578º.
Esse asteroide foi descoberto em 26 de Outubro de 1971 por Luboš Kohoutek.